# Fantasie für Klavier, Chor und Orchester
Die Fantasie für Klavier, Chor und Orchester in c-Moll op. 80, kurz Chorfantasie, ist ein Konzertstück von Ludwig van Beethoven und vereint Merkmale einer Klavierfantasie, eines Klavierkonzerts und einer Kantate. Wegen der Gemeinsamkeiten in der Anlage mit Beethovens 9. Sinfonie, aber auch wegen der Ähnlichkeit der Hauptmelodie mit der Ode an die Freude in deren Finalsatz, wird die Chorfantasie auch „Kleine Neunte“ genannt.

## Entstehung
Am 22. Dezember 1808 fand im Theater an der Wien eine „Akademie“ (damaliger Name für einen Konzertabend) mit Uraufführungen von Werken Ludwig van Beethovens unter seiner eigenen Leitung statt. Es ist eines der berühmtesten Konzerte und wäre in heutiger Zeit ob seiner Länge auch nicht mehr denkbar. Es erklangen bei dieser „Akademie“:
- 5. Sinfonie c-Moll op. 67
- 6. Sinfonie F-Dur op. 68
- 4. Klavierkonzert G-Dur op. 58
- Arie Ah, perfido!
- Drei Sätze aus der Messe in C-Dur op. 86
- Fantasie für Klavier, Chor und Orchester in c-Moll op. 80

Beethoven schrieb die Chorfantasie, die der Akademie ein glanzvolles Ende setzen sollte, in sehr kurzer Zeit nieder. Das Werk enthält Variationen des unveröffentlichten Liedes Gegenliebe (WoO 118) aus dem Jahr 1794–95, dessen Melodie auch dem Finale der 9. Sinfonie zugrunde liegt. Die Einleitung jedoch vollendete er auf Papier noch nicht, sondern improvisierte sie während der Aufführung. In der Kürze der Zeit war die Chorfantasie nicht genügend geprobt worden, und in der Aufführung unterbrach Beethoven das Orchester und setzte neu an.
Im Jahr 1810 veröffentlichte Muzio Clementi die Chorfantasie in England unter der Opuszahl op. 65. Der Verlag Breitkopf & Härtel veröffentlichte sie dann 1811 als op. 80 und widmete sie ohne die Zustimmung Beethovens dem König von Bayern, Maximilian I. Joseph.

## Text
Den Text schrieb nach einer späteren Aussage von Beethovens Schüler Carl Czerny der Dichter Christoph Kuffner. Das bestätigt ein kürzlich aufgefundener Bericht über die Uraufführung in den Annalen der Litteratur und Kunst in dem oesterreichischen Kaiserthume (Februar-Heft 1809). Der vollständige Text lautet:
Schmeichelnd hold und lieblich klingen

unsers Lebens Harmonien,

und dem Schönheitssinn entschwingen

Blumen sich, die ewig blüh’n.

Fried und Freude gleiten freundlich

wie der Wellen Wechselspiel;

was sich drängte rauh und feindlich,

ordnet sich zu Hochgefühl.

Wenn der Töne Zauber walten

und des Wortes Weihe spricht,

muss sich Herrliches gestalten,

Nacht und Stürme werden Licht,

äuß’re Ruhe, inn’re Wonne,

herrschen für den Glücklichen

Doch der Künste Frühlingssonne

lässt aus beiden Licht entsteh’n.

Großes, das ins Herz gedrungen,

blüht dann neu und schön empor,

hat ein Geist sich aufgeschwungen,

hallt ihm stets ein Geisterchor.

Nehmt denn hin, ihr schönen Seelen,

froh die Gaben schöner Kunst.

Wenn sich Lieb und Kraft vermählen,

lohnt dem Menschen Göttergunst.

## Anlage

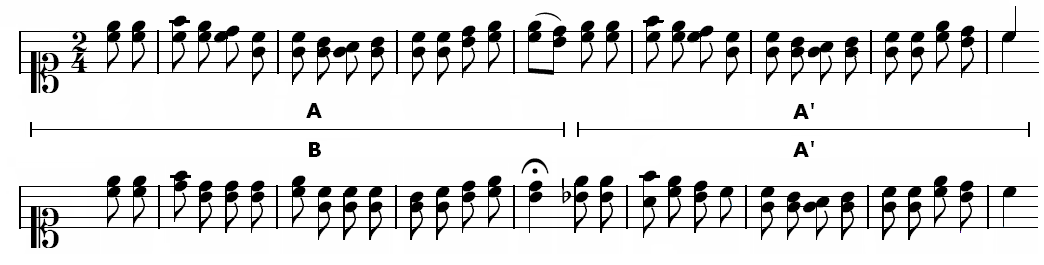
Thema der Chorfantasie

Die Klaviereinleitung umfasst im endgültigen Druck 26 Takte und ist mit Adagio überschrieben. Auch die alternative Einleitung mit Orchester umfasst 26 Takte, danach folgt das mit Finale überschriebene Ende der Fantasie, es beginnen die Bässe mit den Celli, Tempo: Allegro. Der Hauptteil beginnt in Takt 53 (Meno allegro), und es wird ein Thema in C-Dur vorgestellt, das Beethoven aus einem seiner frühen Lieder (Gegenliebe) entnommen hat. Es folgen mehrere Variationen im selben Tempo, dann eine c-Moll Variation in wildem Charakter, Allegro molto und eine langsame Variation, Adagio ma non troppo, wieder in C-Dur. In Takt 322 folgt ein Marsch in F-Dur über dasselbe Thema. Nach einer kurzen Überleitung beginnt in Takt 398 der eigentliche Schlussteil mit dem Einsatz der Gesangssolisten, zuerst der Frauen, dann der Männer, ehe der Chor einsetzt. Wieder folgen einige Variationen, bevor das Werk endet.

## Bekanntheit und Rezeption
Das Werk steht im Schatten der ähnlich angelegten 9. Sinfonie und ist deswegen vergleichsweise unbekannt. Ein weiterer Grund, warum es selten in Aufführungen zu hören ist, liegt in der unkonventionellen Besetzung mit Chor, Orchester, Gesangssolisten und Klavier.
Im September 2008 wurde die Fantasie allerdings im Rahmen der Last Night of the Proms der BBC aufgeführt.
Einflüsse des Werks sind im Finale des sinfonisch angelegten Konzerts für Klavier und Orchester mit Männerchor von Ferruccio Busoni zu erkennen.
Das Stück „Chorphantasie“ des österreichischen Dramatikers Gert Jonke ist nach dem Werk Beethovens benannt und spielt auf die Umstände von dessen Uraufführung an.
In seinem Oratorium ARCHE zitiert der Komponist Jörg Widmann den Schlusschor über größere Strecken tongetreu mit hinzukomponierten Einschüben. Als Text wählt er solche Passagen aus Friedrich Schillers An die Freude, die Beethoven nicht in seine 9. Sinfonie übernahm, und endet mit dem Pie Jesu der lateinischen Totenmesse sowie dem Vers „Es werde Licht“ (1 Mos 1,3 ).

## Bearbeitung
1951 wurde der Dichter und spätere Kulturminister der DDR Johannes R. Becher vom Zentralrat der DDR-Jugendorganisation Freie Deutsche Jugend beauftragt, anlässlich der im selben Jahr in Berlin (Ost) stattfindenden Weltfestspiele der Jugend für die Chorfantasie einen neuen Text zu verfassen. Becher schrieb über die Musik eine neue, der Zeitstimmung nach dem Zweiten Weltkrieg entsprechende Friedensode (allerdings ohne konkrete ideologische oder politische Parteinahme), folgte dabei aber dem Text von Kuffner an einigen Stellen wörtlich. Die künstlerische Legitimation für diese weitgehende Neuschöpfung sah er in der überlieferten Ansicht Beethovens, dass der 1808 kurzfristig geschriebene Text eigentlich unzureichend sei. Sollte es im Auftrag des Verlegers zu einer textlichen Neufassung kommen, käme es ihm allein auf die herausgehobene Stellung des Wortes „Kraft“ an. Bechers Textfassung kam in erster Linie in der DDR zur Aufführung und ist in nur wenigen Einspielungen zu hören. 